# Campaign Legal Center
Das Campaign Legal Center (CLC) ist eine überparteiliche, nicht gewinnorientierte Organisation gemäß U.S.C § 501(c)(3), die sich dafür einsetzt, den illegalen Einfluss von Geld in der Politik zu verringern und den uneingeschränkten Zugang zu Wahlen zu unterstützen.
CLC unterstützt die strikte Durchsetzung der US-amerikanischen Gesetze zur Finanzierung von Wahlkampagnen. CLC-Anwälte verfolgen und beteiligen sich an einer Vielzahl von Aktionen im ganzen Land, die das Gesetz zur Wahlkampffinanzierung auf Bundes-, Landes- und lokaler Ebene betreffen.
CLC vertritt auch Bürger direkt im Kampf um ihr Wahlrecht und ungehinderten Zugang zur Wahl.
Auf der CLC-Website können Benutzer die Aktivitäten der Federal Election Commission (FEC), die Gesetzgebung zur Wahlkampffinanzierung und Fragen der guten Regierung wie Lobbying, Ethik und Umverteilung von Reformen verfolgen. Ein Blog bietet Expertenmeinungen zu diesen Themen. CLC unterstützt auch die Notwendigkeit eines freien Medienzugangs für alle Kandidaten, um eine neutrale Berichterstattung zu fördern.
Trevor Potter, ehemaliger republikanischer Vorsitzender der Federal Election Commission, ist Gründungspräsident von CLC. Er war Hauptberater der Präsidentschaftskampagne 2008 von John McCain (während seiner Beurlaubung von CLC) und hatte diese Position auch bei der Kampagne McCain 2000 inne. Potter ist außerdem praktizierender Anwalt und Vorsitzender der Political Practice Group der internationalen Anwaltskanzlei Caplin Drysdale. J. Gerald Hebert war zuvor Geschäftsführer und Direktor für Rechtsstreitigkeiten von CLC, ist jetzt jedoch Seniordirektor für Stimmrechte und Umverteilung. Die vorherige politische Direktorin ist Meredith McGehee, ehemals Cheflobbyistin für allgemeine Anliegen. Jetzt fungiert er als Geschäftsführerin von Issue One. Paul M. Smith kam im Januar 2017 als Vizepräsident für Rechtsstreitigkeiten und Strategie zum CLC.

## Aktivitäten
Im Jahr 2004 vertrat CLC Beschwerden bei der Federal Election Commission gegen Gruppen wie die Swift Boat Veterans for Truth und America Coming Together (ACT), die versuchten, die Kongresswahlen direkt zu beeinflussen.
Im Jahr 2006 sagte CLC vor dem Kongress aus, um die Neuautorisierung des Stimmrechtsgesetzes (Voting Rights Act,VRA) zu unterstützen.
CLC kritisierte den Einsatz von Wohltätigkeitsorganisationen, die der ehemalige Vizepräsidentschaftskandidat John Edwards gründete. CLC beanstandete, dass sie hauptsächlich dazu eingesetzt wurden, um die Öffentlichkeit für die Präsidentschaftswahl 2008 zu beeinflussen.
Die Gruppe reichte in der wegweisenden Rechtssache Citizens United gegen die Federal Election Commission des Obersten Gerichtshofs von 2007 einen Amicus Curiae ein und forderte den Gerichtshof erfolglos auf, eine Bestimmung von McCain-Feingold (Bipartisan Campaign Reform Act of 2002) nicht zu streichen, die unbegrenzte politische Beiträge an Organisationen verhinderte, die nicht direkt mit Bundeskandidaten verbunden sind. Im folgenden Jahr reichte sie erneut einen Schriftsatz beim Gerichtshof über eine Regelung des Reformgesetzes für überparteiliche Kampagnen von 2002 ein, mit der die Beitragsgrenzen angehoben wurden, wenn die Kandidaten einem sich selbst finanzierenden Gegner gegenüberstanden. Die Gruppe befürwortete die vom Gerichtshof niedergeschlagene Regel.
2010 forderte CLC zusammen mit einer anderen Überwachungsgruppe, „Democracy 21“, den Internal Revenue Service auf, eine von Karl Rove geführte steuerbefreite Sozialhilfegruppe zu untersuchen.
Die Gruppe reichte 2011 im Namen von acht öffentlichen Interessengruppen einen Amicus Brief ein, um die angegriffenen Bestimmungen des Gesetzes über saubere Wahlen in Arizona, das Citizens Clean Elections Act, zu unterstützen. Nachdem der Gerichtshof die Bestimmungen niedergeschlagen hatte, erklärte ein Sprecher der Gruppe, dass die Entscheidung die Integrität unserer Wahlen untergräbt. Später in diesem Jahr hob CLC vor der FEC Bedenken hervor, dass Stephen Colberts satirisches Super PAC, „Americans for a Better Tomorrow, Tomorrow“, ernsthafte Nachahmer hatte, die die Vorschriften für Politiker mit Fernsehverträgen ausnutzten. Der Präsident der Organisation, Trevor Potter, war Colberts Anwalt bei der Einrichtung des PAC. Im August forderte es das US-Justizministerium auf, das Verhalten von W Spann LLC zu untersuchen.
Die Gruppe plädierte für mehr rechtliche Beschränkungen für das Spenden und Lobbying von Kampagnen während der Vorwahlen des Präsidenten 2012.
CLC-Anwälte vertraten die Wähler in Wisconsin im Fall Gill v. Whitford des Obersten Gerichtshofs 2017. Paul Smith von CLC hat den Fall am 3. Oktober 2017 vor dem Gerichtshof verhandelt.
Im Jahr 2018 startete CLC eine Website für verurteilte, straffällige Bürger, um ihre Stimmrechte in allen 50 Bundesstaaten einzufordern. Im selben Jahr reichte CLC mehrere Beschwerden bei der FEC ein, in denen eine illegale Koordination zwischen der Trump-Kampagne und der National Rifle Association behauptet wurde. Potter erschien 2018 auch auf Face the Nation und 60 Minutes, um die möglichen Verstöße gegen die Kampagnenfinanzierung von Präsident Trump im Zusammenhang mit dem Schweigegeld zu erörtern, das Michael Cohen an Stormy Daniels gezahlt hat. Vor den Wahlen im Jahr 2018 vertraten die CLC-Anwälte die Wähler der amerikanischen Ureinwohner in einem Fall, in dem das Wahlausweisgesetz von North Dakota in Frage gestellt wurde.
Ende Juli 2020 reichte CLC bei der FEC eine 81-seitige Beschwerde gegen den Trump-Wiederwahlkampf ein, in der behauptet wurde, Pass-Through-Unternehmen hätten fast 170 Millionen US-Dollar an Wahlkampfausgaben vor der FEC verborgen.